# Numerama
Numerama est un site web d'actualité sur l'informatique et le numérique créé par Guillaume Champeau en 2002. Il est racheté par le groupe Humanoid en 2015, qui l'édite depuis lors.

## Historique

### Ratiatum et débuts
Numerama est créé en avril 2002 par Guillaume Champeau, alors sous le nom de « Ratiatum » en référence à la cité éponyme. Le site est initialement un blog dédié au partage de fichiers en pair-à-pair ainsi qu'aux problématiques économiques et juridiques qu'il soulève.
Un magazine papier mensuel également rédigé par Guillaume Champeau et porté sur le même thème, Ratiatum Magazine, paraît fin 2004 avant que son éditeur ne fasse faillite et n'en arrête la publication en janvier 2005.
Le site web élargit ensuite sa couverture éditoriale à d'autres aspects du numérique et aux projets législatifs qui y sont liés ; le média propose par exemple à cette période des articles analysant et s'opposant à la loi Hadopi,. Ratiatum change de nom pour « Numerama » début 2008 afin d'accompagner cette évolution.

### Rachat par Humanoid

Logo de Numerama à la suite de son rachat, entre 2015 et 2021.

En avril 2015, Guillaume Champeau cède PressTIC, son entreprise gérant Numerama,,. En octobre de la même année, le site web rejoint le groupe Humanoid et subit une importante refonte graphique et structurelle tout en étendant sa ligne éditoriale à l'économie, aux sciences et à la pop culture,,. Guillaume Champeau reste rédacteur en chef du site après ce rachat ; Numerama employait alors trois journalistes. Il quitte finalement la société en octobre 2016.
En octobre 2018, le site lance une nouvelle rubrique, Vroom, dédiée au secteur de la mobilité et à ses innovations. Le mois suivant, Cyberguerre, rubrique du média consacrée à la cybersécurité, est également lancée.
Depuis février 2019, l'espace publicitaire du site est commercialisé par la régie 191 Media, également codirigée par Humanoid.
Début décembre 2021, le site subit une nouvelle refonte graphique et structurelle tout en projetant de commercialiser une offre payante en 2022. Les revenus du média étaient alors composés à parts quasiment égales de liens d'affiliation, de native advertising et de bannières publicitaires.
Marie Turcan est rédactrice en chef du site de 2019 à juin 2024, date à laquelle Nelly Lesage lui succède.

## Audience
D'après un classement du Journal du Net publié en septembre 2011, Numerama totalisait environ 600 000 visiteurs uniques par mois à cette période.
Selon Médiamétrie, l'audience du site oscillait entre 300 000 et 400 000 visiteurs uniques mensuels pour le premier semestre de l'année 2015. Toujours selon Médiamétrie, ce sont 500 000 visiteurs uniques qui ont consulté le site en octobre 2015, le plaçant ainsi à la 18e place des sites d'actualité numérique en termes d'audience.
En février 2019, cette audience était de 2 millions de visiteurs uniques mensuels, Numerama étant « en forte croissance depuis un an » d'après son propriétaire.
Le site revendique une plage d'entre 7 et 10 millions de visiteurs uniques par mois en décembre 2021.